# Chlorophorus carinatus
Chlorophorus carinatus är en skalbaggsart som beskrevs av Aurivillius 1913. Chlorophorus carinatus ingår i släktet Chlorophorus och familjen långhorningar. Inga underarter finns listade i Catalogue of Life.